# مشغل وسائط ويندوز
مشغل وسائط ويندوز (بالإنجليزية: Windows Media Player)‏ ويعرف اختصارًا باسم WMP هو برنامج تشغيل للوسائط المتعددة تم تطويره من قبل شركة مايكروسوفت ومدمج مع أنظمة تشغيل ويندوز المختلفة بما فيها أنظمة بوكيت بي سي إضافة إلى أنظمة أبل ماك أو إس وماك أو.إس عشرة ونظام صن سولاريس ولكن توقف التطوير فيها.
البرنامج قادر على التعامل مع العديد من صيغ ملفات الصوتيات والمرئيات المتحركة والثابتة المختلفة إضافة إلى حرق أقراص الفيديو والصوتيات ونسخها إلى القرص الصلب ومزامنة ونقل المحتوى مع مشغلات إم بي ثري الرقمية مثل آي بود والهواتف المحمولة.
استبدل مشغل وسائط ويندوز تطبيقًا سابقًا يسمى ميديا بلاير، مضيفًا ميزات تتجاوز تشغيل الفيديو أو الصوت البسيط.
يتوفر مشغل وسائط ويندوز11 لنظام التشغيل ويندوز أكس بي ومضمن في نظامي التشغيل ويندوز فيستا (بالإنجليزية: Windows Vista)‏ وويندوزسرفر (بالإنجليزية: Windows Server)‏ 2008. وتنسيقات الملفات الافتراضية هي ويندوز ميديا فيديو (WMV) وويندوز ميديا أوديو (WMA) وتنسيق الأنظمة المتقدم (ASF)(بالإنجليزية: Advanced Systems Format)‏ وXML الخاص بها قائمة تشغيل قائمة تسمى قائمة تشغيل ويندوز (WPL). يمكن للمشغل أيضًا استخدام خدمة إدارة الحقوق الرقمية في شكل ويندوز ميديا (بالإنجليزية: Windows Media DRM)‏.
مشغل وسائط ويندوز12 هو أحدث إصدار من مشغل وسائط ويندوز. تم إصداره في 22 أكتوبر 2009 مع ويندوز7 ولم يتم إتاحته للإصدارات السابقة منويندوز ولم يتم تحديثه منذ ذلك الحين لنظام التشغيل ويندوز8 وويندوز8.1 وويندوز10. يستخدم الأخير بدلاً من ذلك جروف ميوزيك (بالإنجليزية: Groove Music)‏ (للصوت) ومايكروسوفت أفلام وتلفزيون (بالإنجليزية: Microsoft Movies & TV)‏ (للفيديو) كتطبيقات التشغيل الافتراضية لمعظم الوسائط؛ اعتبارًا من مايو 2020، لا يزال مشغل وسائط ويندوز يعتبر كإدى مكوّنات ويندوز. لا يقوم ويندوز آر تي بتشغيل مشغل وسائط ويندوز.

## تاريخ البرنامج
ظهر الإصدار الأول من مشغل وسائط ويندوز في عام 1991، عندما تم إصدار ويندوز 3.0 مع ملحقات الوسائط المتعددة. يُطلق على هذا المكون في الأصل اسم ميديا بلاير، وقد تم تضمينه مع الأجهزة المتوافقة مع «كمبيوتر متعدد الوسائط» ولكنه غير متوفر للبيع بالتجزئة. كان قادرًا على تشغيل ملفات الرسوم المتحركة، ويمكن تمديده لدعم التنسيقات الأخرى. استخدم كمبيوتر متعدد الوسائط للتعامل مع ملفات الوسائط. كونه أحد مكونات ويندوز، يعرض ميديا بلاير نفس رقم الإصدار مثل إصدار ويندوز الذي تم تضمينه فيه.
تنتج مايكروسوفت باستمرار برامج جديدة لتشغيل ملفات الوسائط. في نوفمبر من العام التالي، تم تقديم فيديو لويندوز مع القدرة على تشغيل ملفات الفيديو الرقمية بتنسيق حاوية إي في آي  مع دعم برنامج الترميز لـ RLE و فيديو1، ودعم تشغيل الملفات غير المضغوطة. تمت إضافة Indeo 3.2 في إصدار لاحق. تم توفير الفيديو لويندوز لأول مرة كإضافة مجانية إلى ويندوز3.1، ثم تم دمجه لاحقًا في ويندوز 95 وويندوز NT 4.0. في عام 1995، أصدرت مايكروسوفت أكتيف موفي مع دايركت أس ميديا SDK. يدمج d طريقة جديدة للتعامل مع ملفات الوسائط، ويضيف دعمًا لدفق الوسائط (التي لا يستطيع مشغل الوسائط الأصلي التعامل معها). في عام 1996، تمت إعادة تسمية أكتيف موفي باسم دايركتشاو. ومع ذلك، استمر ميديا بلاير في الظهور مع ويندوز حتى ويندوز أكس بي، حيث تم تغيير اسمه رسميًا إلى مشغل وسائط ويندوز v5.1. ("v5.1" هو رقم إصدار ويندوز أكس بي).
في عام 1999، انفصلت إصدارات مشغل وسائط ويندوز عن إصدارات ويندوز نفسها. جاء مشغل وسائط ويندوز 6.4 كتحديث خارج النطاق لأنظمة التشغيل ويندوز 95 وويندوز 98 وويندوز أن تي 4.0 التي تواجدت مع ميديا بلاير وأصبح مكونًا مضمنًا في ويندوز2000 وويندوز أم إي وويندوز أكس بي مع أم بلاير 2 exe stub يسمح باستخدام هذا المضمّن بدلاً من الإصدارات الأحدث. جاء مشغل وسائط ويندوز 7.0 وخلفه أيضًا بنفس الطريقة، حيث استبدل بعضهم البعض مع ترك ميديا بلاير ومشغل وسائط ويندوز 6.4 سليمين. ويندوز أكس بي هو نظام التشغيل الوحيد الذي يحتوي على ثلاثة إصدارات مختلفة من مشغل وسائط ويندوز (v5.1 و v6.4 و v8) جنبًا إلى جنب. تدعم جميع الإصدارات التي تحمل علامة مشغل وسائط ويندوز (بدلاً من ميديا بلاير ببساطة) برامج ترميز دايركتشاو. كان مشغل وسائط ويندوز الإصدار 7 بمثابة تجديد كبير، مع واجهة مستخدم جديدة، وتصورات ووظائف متزايدة. ومع ذلك، فقد أسقط نظام التشغيل ويندوز فيستا الإصدارات القديمة من مشغل وسائط ويندوز لصالح الإصدار 11.
في عام 2004، أطلقت مايكروسوفت متجر الموسيقى الرقمية موسيقى أم أس أن لبرنامج مشغل وسائط ويندوز10 الجديد للتنافس مع أبل تيونز.
ومع ذلك، تم إيقاف موسيقى أم أس أن بالفعل في عام 2006 مع إطلاق مشغلات الموسيقى زون (بالإنجليزية: Zune)‏.
بدءًا من ويندوز فيستا، يدعم مشغل وسائط ويندوز إطار عمل مؤسسة ميديا إلى جانب دايركتشاو (بالإنجليزية: DirectShow)‏؛ على هذا النحو، فإنه يشغل أنواعًا معينة من الوسائط باستخدام مؤسسة ميديا بالإضافة إلى بعض أنواع الوسائط باستخدام دايركتشاو. تم إصدار مشغل وسائط ويندوز12 مع ويندوز7. وقد تضمن دعمًا لمزيد من تنسيقات الوسائط وإضافة ميزات جديدة. مع ويندوز 8، لم يتلق اللاعب ترقية.
في 16 أبريل 2012، أعلنت مايكروسوفت أن مشغل وسائط ويندوز لن يتم تضمينه في ويندوز آر تي، خط ويندوز المصمم للتشغيل على الأجهزة القائمة على ARM.

## السمات

### التشغيل الأساسي ووظائف المكتبة
يدعم مشغل وسائط ويندوز تشغيل الصوت والفيديو والصور، جنبًا إلى جنب مع التقديم السريع، والعكس، وعلامات الملف (إن وجدت) وسرعة التشغيل المتغيرة (ضغط البحث والوقت / التمدد المقدم في سلسلة دبليو أم بي 9). وهو يدعم التشغيل المحلي والتشغيل المتدفق مع تدفقات البث المتعدد والتنزيلات التدريجية. يمكن تخطي العناصر الموجودة في قائمة التشغيل مؤقتًا في وقت التشغيل دون إزالتها من قائمة التشغيل. التشغيل الكامل المستند إلى لوحة المفاتيح ممكن في المشغل.
كما ويدعم مشغل وسائط ويندوز الإدارة الكاملة للوسائط، من خلال مكتبة الوسائط المتكاملة التي تم تقديمها أولاً في الإصدار 7، والتي توفر الفهرسة والبحث عن الوسائط وعرض البيانات الوصفية للوسائط. يمكن ترتيب الوسائط وفقًا للألبوم والفنان والنوع والتاريخ وآخرون. قدم مشغل وسائط ويندوز سلسلة 9 لوحة الوصول السريع لتصفح والتنقل في المكتبة بأكملها من خلال قائمة. تمت إضافة لوحة الوصول السريع أيضًا إلى الوضع المصغر في الإصدار 10 ولكن تمت إزالتها بالكامل في الإصدار 11. كما قدمت سلسلة 9 التصنيفات والتصنيفات التلقائية. قدم مشغل وسائط ويندوز 10 دعمًا لتجميع الصور والبرامج التلفزيونية المسجلة والوسائط الأخرى في المكتبة. تم عرض محرر علامات كامل الميزات في الإصدارات 9-11 من دبليو أم بي، يسمى محرر العلامات المتقدم. ومع ذلك، تمت إزالة الميزة في مشغل وسائط ويندوز 12. منذ سلسلة 9، يتميز المشغل بقوائم التشغيل التلقائية المحدثة ديناميكيًا بناءً على المعايير. يتم تحديث قوائم التشغيل التلقائية في كل مرة يفتحها المستخدمون. يدعم مشغل وسائط ويندوز سلسلة 9 والإصدارات الأحدث أيضًا ميزة «التقييمات التلقائية» التي تقوم تلقائيًا بتعيين التصنيفات بناءً على عدد مرات تشغيل الأغنية. يتم تضمين قوائم التشغيل التلقائية التي تم تعبئتها مسبقًا في مشغل وسائط ويندوزسلسلة 9. يمكن إنشاء قوائم التشغيل التلقائية المخصصة فقط على نظام التشغيل ويندوز أكس بي والإصدارات الأحدث.
في مشغل وسائط ويندوز 11، تمت إزالة لوحة الوصول السريع واستبدالها بجزء تنقل على غرار إكسبلورر(بالإنجليزية: Explorer)‏ على اليسار يمكن تخصيصه لكل مكتبة لإظهار فئات الوسائط أو البيانات الوصفية التي حددها المستخدم، مع ظهور المحتويات على اليمين، في بطريقة رسومية مع الصور المصغرة التي تعرض صورة الألبوم أو غيرها من الأعمال الفنية التي تصور العنصر. يمكن إضافة صورة الألبوم المفقودة مباشرة إلى العناصر النائبة في المكتبة نفسها (على الرغم من أن البرنامج يعيد عرض جميع صور الألبوم التي تم استيرادها بهذه الطريقة إلى نسبة 1 × 1 بكسل، 200 × 200 بكسل بتنسيق jpeg). هناك طرق عرض منفصلة للبلاط أو الأيقونات أو التفاصيل أو المربعات الممتدة للموسيقى والصور والفيديو والتلفزيون المسجل والتي يمكن ضبطها بشكل فردي من شريط التنقل. تظهر إدخالات الصور والفيديو الصور المصغرة الخاصة بهم. قدم الإصدار 11 أيضًا القدرة على البحث وعرض النتائج أثناء التنقل أثناء إدخال الأحرف، دون انتظار الضغط على مفتاح الدخول (بالإنجليزية: Enter)‏. يتم تحسين نتائج البحث التزايدية بناءً على المزيد من الأحرف المكتوبة. يتيح التراص تمثيلات رسومية لعدد الألبومات الموجودة في فئة أو مجلد معين. تظهر الكومة أكبر حيث تحتوي الفئة على المزيد من الألبومات. يتضمن جزء القائمة خيارًا لمطالبة المستخدم بإزالة العناصر التي تم تخطيها في قائمة التشغيل عند حفظها أو تخطيها أثناء التشغيل فقط.

### التصورات
أثناء تشغيل الموسيقى، يمكن لمشغل وسائط ويندوز إظهار المرئيات. التصورات الثلاثة الحالية هي ألشامي (بالإنجليزية: Alchemy)‏، والتي تم تقديمها لأول مرة في الإصدار 9، الحانات والأمواج، والتي تم استخدامها منذ الإصدار 7، والبطارية، قدمت الإصدار 8. تمت إزالة «الألوان الموسيقية» بدءًا من الإصدار 9، ولكن يتم الاحتفاظ بها إذا كان ويندوز تمت ترقية ميديا بلاير من الإصدار 7 أو 8. ويمتنع الإصدار 11 وما بعده من الحصول على تصورات «الجو المحيط» و«الجسيمات» و«بلينوبتيك» و «المسامير» السابقة. تمت إزالة تصور «البطارية» بالمثل في الإصدارات اللاحقة من الإصدار 12. وكان سبب إزالتها هو أن المرئيات لا تدعم عناصر التحكم في ملء الشاشة (إما أن يتم تحويل المرئيات إلى اليسار بينما يوجد شريط أسود سميك على الجانب الأيمن من الشاشة، أو عدم وجود عناصر تحكم في ملء الشاشة، أو أن التصور به مشاكل DXE). المزيد من المرئيات مثل «براقة الألوان»، «مكعبات اللون»، «سوفتي الرجل الثلجي»، و«يول لوغ»(بالإنجليزية: Yule Log)‏ كانت قابلة للتنزيل، ومع ذلك، فقد تم حذف معظم التنزيلات من موقع ميكروسوفت على الويب.

### دعم التنسيق
يتضمن المشغل دعمًا جوهريًا لبرامج ترميز ويندوز ميديا وتنسيقات وسائط WAV وإم بي ثري. في نظام التشغيل ويندوز أكس بي والإصدارات الأحدث مع السلسلة 9 والإصدارات الأحدث، تم تضمين برنامج ترميز مشغل وسائط ويندوز بروفسيونالز الذي يدعم الصوت متعدد القنوات بدقة تصل إلى 24 بت 192 كيلو هرتز. يتضمن مشغل وسائط ويندوز 11 وقت تشغيل ويندوز ميديا فورمت11 الذي يضيف دعمًا منخفضًا لمعدل البت (أقل من 128 كيلوبت / ثانية لـ WMA Pro)، ودعم نسخ الموسيقى إلى دبليو أم إي 10 برو وتحديث دبليو أم إي الأصلي إلى الإصدار 9.2.
يمكن إضافة دعم أي برنامج ترميز وسائط وتنسيق حاوية باستخدام عوامل تصفية دايركتشاو محددة أو برامج ترميز ميديا فونديشن (برامج ترميز ميديا فونديشن فقط في ويندوز فيستا والإصدارات الأحدث). لن يقوم المشغل بتشغيل ملفات إم بي ثري التي تحتوي على رؤوس ID3 مضغوطة («العلامات»)؛ تؤدي محاولة القيام بذلك إلى ظهور رسالة الخطأ «ملف وسائط الإدخال غير صالح». كان دعم تشغيل إم بي ثري مدمجًا بدءًا من الإصدار 6.1 وكان تشغيل القرص المضغوط الصوتي مدعومًا أصلاً مع الإصدار 7.
تم دمج ميزات تشغيل DVD مطروحًا منها وحدات فك التشفير الضرورية في مشغل وسائط ويندوز 8 لنظام التشغيل ويندوز أكس بي. يقوم المشغل بتنشيط وظائف تشغيل DVD وبلو-راي مع دعم القوائم والعناوين والفصول والمراقبة الأبوية واختيار لغة مسار الصوت إذا تم تثبيت وحدات فك ترميز متوافقة. تم تضمين وحدات فك ترميز أم بي إي دجي 2 ودولبي ديجيتال (AC-3) بدءًا من مشغل وسائط ويندوز 11 على ويندوز فيستا (إصدارات هوم بريميوم وألتيميت فقط).
يضيف مشغل وسائط ويندوز 12 دعمًا أصليًا لتنسيقات الفيديو H.264 وMPEG-4 Part 2 وALAC وAAC audio وGP التوضيح مطلوب عدم توفر أي برنامج ترميز لتنسيقات GP وأم بي فور وأم أو في. مشغل وسائط ويندوز 12 قادر أيضًا على تشغيل تنسيقات AVCHD (.M2TS و. mts).
اعتبارًا من ويندوز10، يمكن لمشغل وسائط ويندوز 12 تشغيل تنسيقات حاوية أف أل إي سي وأتش إي في سي وإي أس أس وساب آر أي بي وتنسيقات حاوية ماتروسكا.

#### حرق القرص ونسخه وتشغيله.
يتميزمشغل وسائط ويندوز بدعم متكامل لنسخ الأقراص المضغوطة الصوتية منذ الإصدار 7 بالإضافة إلى دعم نسخ الأقراص المضغوطة للبيانات منذ مشغل وسائط ويندوز سلسلة 9 على ويندوز أكس بي والإصدارات الأحدث. يمكن أن تحتوي أقراص البيانات المضغوطة على أي من تنسيقات الوسائط التي يدعمها المشغل. أثناء نسخ أقراص البيانات المضغوطة، يمكن، اختياريًا، تحويل ترميز الوسائط إلى تنسيق دبليو أم إي ويمكن إضافة قوائم التشغيل إلى القرص المضغوط أيضًا. بدءًا من دبليو أم بي 9، يمكن نسخ الأقراص الصوتية المضغوطة مع ضبط مستوى الصوت.
يمكن نسخ الأقراص الصوتية المضغوطة بتنسيق دبليو أم إي أو دبليو أم إي 10 برو (دبليو أم إي 10 برو في دبليو أم بي وما بعده) بسرعة 48 و64 و96 و128 و160 و192 كيلوبت / ثانية، دبليو أم إي بلا فقدان (470 إلى 940 كيلوبت / ثانية) (9 سلسلة على أكس بي والإصدارات الأحدث)، معدل بت متغير دبليو أم إي (من 40 إلى 75 كيلوبت / ثانية حتى 240-355 كيلوبت / ثانية)، إم بي ثريبسرعة 128، 192، 256 و 320 كيلوبت / ثانية، أو دبليو إي في غير مضغوط (نسخ «دبليو إي في» في «دبليو أم بي 11» وفي وقت لاحق). منذ سلسلة دبليو أم بي 9، يتم أيضًا دعم الأقراص المضغوطة عالية الدقة 20 بت (HDCD)، في حالة وجود أجهزة صوت قادرة. يمكن نسخ الصوت باستخدام تصحيح الأخطاء ويمكن حماية الصوت المنسوخ باستخدام ويندوز ميديا دي آر أم. النسخ إلى أم بي ثري مدعوم فقط في مشغل وسائط ويندوز 8 لنظام التشغيل ويندوز أكس والإصدارات الأحدث إذا تم تثبيت برنامج تشفير أم بي ثري متوافق. تضمن مشغل وسائط ويندوز 10 مشفرفراونهوفر أم بي ثري بروفسيونال (بالإنجليزية: Fraunhofer MP3 Professional)‏. يمكن اختياريًا تنزيل المعلومات الموجودة على الأقراص المضغوطة مثل اسم الألبوم والفنان وقوائم المسارات تلقائيًا من قاعدة بيانات ويندوز ميديا عبر الإنترنت عند إدخال القرص المضغوط. أضاف الإصدار 11 دعمًا لنسخ الأقراص المضغوطة الصوتية إلى تنسيقات دبليو أي في ودبليو أم إي 10 برو. مع تطبيقهم لعام 2015 في ويندوز 10، أضاف الإصدار 12 أيضًا تنسيقات FLAC وALAC بدون فقدان للنسخ والتشغيل. للنسخ، يُظهر الإصدار 11 شريطًا رسوميًا يشير إلى مقدار المساحة التي سيتم استخدامها على القرص ويقدم قرصًا ممتدًا يقسم قائمة النسخ على أقراص متعددة في حالة عدم احتواء المحتوى على قرص واحد.

### مزامنة الجهاز المحمول
يسمح مشغل وسائط ويندوز للمستخدم بالاتصال ومشاركة ومزامنة البيانات مع الأجهزة المحمولة المحمولة وأجهزة الألعاب منذ الإصدار 7. يمكن تحويل الوسائط اختياريًا إلى تنسيق أكثر ملاءمة للجهاز المستهدف، تلقائيًا، عند المزامنة. عند حذف قوائم التشغيل من الأجهزة، يمكن لمشغل وسائط ويندوز إزالة محتوياتها تلقائيًا. يمكن تهيئة الأجهزة باستخدام ويندوز ميديابلاير سلسلة 9 والإصدارات الأحدث. يدعم الإصدار 10 والإصدارات الأحدث بروتوكول نقل الوسائط والمزامنة التلقائية. تتيح المزامنة التلقائية للمستخدمين تحديد معايير مثل الموسيقى المضافة حديثًا أو الأغاني الأعلى تصنيفًا، والتي من خلالها ستتم مزامنة الوسائط تلقائيًا مع الجهاز المحمول والميزات المتقدمة الأخرى مثل ضبط الساعة على الجهاز المحمول تلقائيًا، والتواصل مع الجهاز لاسترداد المستخدم. التفضيلات. قدم مشغل وسائط ويندوز 10 أيضًا واجهة برمجة تطبيقات ويندوز المحمولة للأجهزة المستندة إلى يو أم دي أف.
يحتوي الإصدار 11 على ميزات مزامنة مُحسَّنة لتحميل المحتوى على مشغلات محمولة متوافقة مع (بالإنجليزية: PlaysForSure)‏. يدعم دبليو أم بي 11 المزامنة العكسية، والتي من خلالها يمكن نسخ الوسائط الموجودة على الجهاز المحمول إلى الكمبيوتر. يمكن استخدام (بالإنجليزية: Shuffle Sync)‏ لإجراء مزامنة عشوائية للمحتوى المتزامن مع الجهاز المحمول، ومزامنة أجهزة الكمبيوتر المتعددة (بالإنجليزية: Multi PC Sync)‏ لمزامنة محتوى الجهاز المحمول عبر أجهزة كمبيوتر متعددة ومزامنة الضيف لمزامنة محتوى مختلف من أجهزة كمبيوتر متعددة مع الجهاز المحمول. تظهر الأجهزة المحمولة في جزء التنقل بالمكتبة حيث يمكن استعراض محتوياتها والبحث فيها.
تحتوي وظيفة «المزامنة» في مشغل وسائط ويندوز على خيارات تسمح بضبطها على التحويل التلقائي لملفات الأغاني ذات معدل البت المرتفع (تحويل الشفرة) إلى معدل بت أقل. يتم تشغيل وظيفة التحويل السفلي افتراضيًا. يفيد هذا في توفير ملفات ذات معدل بت منخفض لتلك الأجهزة المحمولة التي تحتاج إليها، ولتوفير مساحة على الأجهزة المحمولة ذات السعات التخزينية الأصغر. بالنسبة للأجهزة ذات معدل البت العالي التي تتمتع بقدرات تخزين كافية، يمكن حذف عملية التحويل لأسفل.
في الإصدارين 11 (2006) و12 (2009)، تُستخدم إعدادات الجودة التي حددها المستخدم في إعدادات مشغل وسائط ويندوز للمزامنة، لهذا الجهاز المحمول المحدد، للتحكم في جودة (معدل البت) للملفات الموجودة نسخها إلى الجهاز المحمول. غالبًا ما يؤدي ترك إعدادات الجودة إلى تلقائي إلى نسخ ملفات 192 كيلو بايت إلى الجهاز المحمول. يمكن أيضًا إجراء الإعدادات اليدوية 192kbs. هو أعلى معدل بت تحويل منخفض الجودة يمكن تحديده يدويًا عند تشغيل وظيفة التحويل السفلي لوظيفة المزامنة. يمكن أيضًا تحديد معدلات بت أقل.
بالنسبة للأجهزة المحمولة التي يمكنها التعامل مع الملفات ذات معدل البت المرتفع، يتم الحصول على أفضل ملفات الجودة من خلال ترك عملية التحويل إلى أسفل معطلة (غير محددة) لهذا الجهاز المحدد. في الإصدار 11 من برنامج مشغل وسائط ويندوز، يتم إيقاف تشغيل وظيفة التحويل لأسفل في علامة تبويب الجودة في الخيارات المتقدمة لإعدادات المزامنة للجهاز. في الإصدار 12 من برنامج مشغل وسائط ويندوز، يتم إيقاف تشغيل وظيفة التحويل لأسفل في علامة تبويب الجودة في خصائص الجهاز في تحديد إعدادات الجهاز في قائمة خيارات المزامنة.
في السنوات الأخيرة (حوالي عام 2012)، أصبحت الأجهزة المحمولة متاحة يمكنها تشغيل ملفات مشغل وسائط ويندوز هذه في الأصل، حيث أنتجت ملفات مشغل وسائط ويندوز- أل أل ذات معدل بت عالي (وغيرها)، والتي تحتوي على سعات تخزين مناسبة لمجموعات كبيرة من ملفات الأغاني ذات معدل البت العالي. جعل هذا الأمر عمليًا ومرغوبًا أكثر في استخدام برامج مثل مشغل وسائط ويندوز لمزامنة مكتبات الكمبيوتر ذات معدل البت المرتفع سابقًا مع هذه الأجهزة المحمولة الجديدة.

### ميزات تشغيل محسنة
يتميز مشغل وسائط ويندوز بضبط السطوع والتباين والتشبع وتدرج الألوان العالمي ونسبة العرض إلى الارتفاع للبكسل لتنسيقات الفيديو المدعومة. كما يشتمل أيضًا على معادل رسومي من 10 نطاقات مع إعدادات مسبقة ونظام معالجة ما بعد الصوت (بالإنجليزية: SRS WOW)‏. يمكن أن يحتوي مشغل وسائط ويندوز أيضًا على مكونات إضافية ل«دي أس بي» للصوت والفيديو والتي تعالج بيانات إخراج الصوت أو الفيديو. تم تقديم تجانس الفيديو في دبليو أم بي سلسلة 9 (ويندوز أكس بي والإصدارات الأحدث فقط) والتي ترفع من معدل الإطارات عن طريق إقحام الإطارات المضافة، مما يعطي في الواقع تشغيلًا أكثر سلاسة على مقاطع الفيديو ذات الإطارات المنخفضة. يدعم المشغل الترجمة والتعليقات التوضيحية المغلقة للوسائط المحلية أو الفيديو عند الطلب أو سيناريوهات البث المباشر. عادةً ما تدعم التسميات التوضيحية لويندوز ميديا تنسيق ملف (بالإنجليزية: SAMI)‏ ولكن يمكنها أيضًا حمل بيانات التسمية التوضيحية المغلقة المضمنة.
يمكن للمشغل استخدام تراكبات الفيديو أو أسطح في أم آر(بالإنجليزية: Video Mixing Renderer)‏، إذا كانت بطاقة الفيديو تدعمها. في نظام التشغيل ويندوز أكس بي، يستخدم في أم آر 7 افتراضيًا، ولكن يمكن أيضًا استخدامه لاستخدام وضع خلط واي يو في الأكثر تقدمًا عن طريق تمكين خيار «استخدام وضع الجودة العالية» في إعدادات الأداء المتقدم. يؤدي هذا إلى تشغيل إزالة التداخل والقياس وتحسين دقة الألوان. قدمت السلسلة 9 التشغيل الأصلي لإزالة التداخل لإخراج التلفزيون. قدم الإصدار 9 تشغيل DXVA المعجل. قدم الإصدار 11 دعمًا محسنًا لفك تشفير دايركت أكس المعجل لفيديو دبليو أم في (فك تشفير دي أكس في إي). حتى الإصدار 11، كان يدعم كلمات الأغاني الثابتة و «الأغاني المتزامنة»، والتي من خلالها يمكن ختم سطور مختلفة من كلمات الأغاني، بحيث يتم عرضها فقط في تلك الأوقات. يمكن أيضًا الوصول إلى الأغاني المتزامنة من خلال محرر العلامات المتقدم الذي تمت إزالته في الإصدار 12.
نظرًا لأن مشغل وسائط ويندوز السلسلة 9، يدعم المشغل التداخل المتداخل والنطاق الديناميكي للصوت (الوضع الهادئ) لدبليو أم إي برو ودبليو أم إي لوس لس، ومستوى الصوت التلقائي لوسائط معينة تتضمن معلومات مستوى الصوت / الكسب مثل أم بي ثري أو ويندوز ميديا. يدعم المشغل أيضًا إعدادات الخصوصية والأمان الشاملة القابلة للتكوين.

### تكامل شل
يحتوي المشغل على تكامل ويندوز إكسبلورر شال لإضافة الملفات وقائمة التشغيل إلى جزء التشغيل الآن ويمكن التحكم في قوائم التشغيل الأخرى من ويندوز إكسبلورر شال نفسه، عبر قائمة النقر بزر الماوس الأيمن. يتضمن مجلد (بالإنجليزية: My Playlists)‏ أيضًا مجلد «ماي بليليست» منفصل حيث يتم الاحتفاظ بقوائم التشغيل. عندما يتم إغلاق المشغل وإعادة فتحه، يؤدي النقر فوق زر التشغيل ببساطة إلى استعادة قائمة التشغيل الأخيرة حتى لو لم يتم حفظها. بدءًا من مشغل وسائط ويندوز10، يكون جزء قائمة التشغيل مرئيًا أيضًا من عرض المكتبة. تعرض معالجات التشغيل التلقائي في ويندوز العديد من مهام مشغل وسائط ويندوز.
حتى الإصدار 11، كان يتميز بوضع ميني مثبت على شريط المهام حيث يتم عرض أزرار التحكم في الوسائط الأكثر شيوعًا كشريط أدوات على شريط مهام ويندوز. يمكن للنوافذ المنبثقة عرض معلومات الوسائط أو التصور النشط أو الفيديو الجاري تشغيله. تم تقديم الوضع المصغر كمشغل شال باورتوي (بالإنجليزية: shell powertoy)‏ لمشغل وسائط ويندوز 8 في ويندوز أكس بي وتم دمجه لاحقًا في سلسلة 9. تمت إزالة الوضع المصغر في مشغل وسائط ويندوز 12 لصالح عناصر التحكم في معاينة الصورة المصغرة التفاعلية لشريط المهام والتي تفتقر إلى التحكم في مستوى الصوت وشريط التقدم والمعلومات المعروضة عند تشغيل أغنية جديدة.
تمت إعادة تصميم واجهة المستخدم في مشغل وسائط ويندوز 12 بحيث تقوم طريقة العرض "(بالإنجليزية: Now Playing)‏" بتشغيل الوسائط في نافذة مبسطة منفصلة مع عناصر تحكم تشغيل عائمة، كما تتيح الوصول إلى قائمة التشغيل الحالية والمرئيات والتحسينات. التحسينات موجودة في نوافذ فردية غير مثبتة. يتضمن عرض المكتبة بقية وظائف إدارة الوسائط. يمكنه أيضًا معاينة الأغاني من المكتبة عندما يقوم المستخدمون بالمرور فوق ملف الوسائط والنقر فوق الزر معاينة. يمكن لمشغل وسائط ويندوز 12 تشغيل الأغاني غير المحمية من مكتبة آي تيونز. تم استبدال المشغل الصغير المدمج بشريط المهام بعناصر تحكم في معاينة الصورة المصغرة التفاعلية لشريط المهام (تسمى شريط أدوات الصورة المصغرة)،  وإن كان ذلك ناقصًا وظيفة التحكم في مستوى الصوت والمسار ومعلومات الألبوم التي تظهر عند تشغيل أغنية جديدة وشريط التقدم . يدعم رمز شريط المهام أيضًا قوائم الانتقال المقدمة في ويندوز7.

### التمدد
حصل المشغل على دعم جلدي منذ مشغل وسائط ويندوز (دبليو أم بي) 7 ويتضمن منتقي الألوان منذ سلسلة دبليو أم بي 9. لا تظهر جميع الوظائف عادة في وضع الجلد. يسمح مشغل وسائط ويندوز10 بتعيين لون حدود الفيديو. تمت إزالة منتقي الألوان في دبليو أم بي 12. وهو يدعم المرئيات وعرض مركز المعلومات (عرض مركز المعلومات في سلسلة 9 وما بعده) الذي يعرض بيانات تعريف الوسائط التي تم جلبها من الإنترنت. تصورات ملء الشاشة مدعومة في دبليو أم بي سلسلة 9 وما بعده. وهو يدعم المكونات الإضافية في الخلفية والمكونات الإضافية للنافذة والمكونات الإضافية للتشغيل الآن للتحكم في تشغيل الوسائط إلى جانب DSP والمكونات الإضافية للعارض. تم تقديم دعم المكونات الإضافية في سلسلة دبليو أم بي 9.

### الميزات عبر الإنترنت
يدمج المشغل دعم تصفح الويب لتصفح متاجر الموسيقى عبر الإنترنت، والتسوق للموسيقى، وضبط محطات راديو الإنترنت منذ الإصدار 7. ويوفر عنصر تحكم أكتيف أكس قابل للتضمين لبرنامج إنترنت إكسبلورر بحيث يمكن للمطورين تشغيل ويندوز ميديا على صفحات الويب. يتميز مشغل وسائط ويندوز 10 والإصدارات الأحدث بالتكامل مع عدد كبير من متاجر الموسيقى عبر الإنترنت ويؤدي تحديد متجر الموسيقى إلى تبديل عرض مركز المعلومات والراديو والميزات الأخرى عبر الإنترنت لاستخدام الخدمات من هذا المتجر. تظهر الموسيقى المشتراة من متجر معين في عقدة مكتبة منفصلة ضمن الفئة المعنية.

### تدفق الوسائط
في السابق، كانت ميكروسوفت قد أصدرت ويندوز ميديا كونيكت لنظام التشغيل ويندوز أكس آر لدفق محتوى الوسائط باستخدام خادم وسائط يو بي أن بي (بالإنجليزية: UPnP)‏المدمج الخاص بها. مع الإصدار 11 من مشغل وسائط ويندوز، تم دمج مشاركة الوسائط وتسمح بدفق المحتوى (الموسيقى والصور والفيديو) من وإلى الأجهزة التي تدعم التوصيل والتشغيل العالمي (UPnP) مثل بي أس ثري وأكس بوكس 360 وروكو سوند بريدج (بالإنجليزية: Roku SoundBridge)‏. يتضمن ذلك محتوى بلاير فور شور المحمي بواسطة دي آر أم. يمكن أن يعمل دبليو أم بي 11 على نظام التشغيل ويندوز فيستا أيضًا كعميل للاتصال بمكتبات الوسائط البعيدة باستخدام هذه الميزة؛ هذا غير متوفر في إصدار ويندوز أكس بي.
مع الإصدار 12، تم تحسين تدفق الوسائط بشكل أكبر. بينما كانت الإصدارات السابقة تبث الوسائط إلى الأجهزة المتوافقة مع يو بي أن بي (دور خادم الوسائط الرقمية) ويمكنها تشغيل الوسائط عن طريق جلبها من مشاركة شبكة (دور مشغل الوسائط الرقمية)،  يمكن لمشغل وسائط ويندوز 12 الوصول إلى الوسائط من مكتبات الوسائط المشتركة على الشبكة أو مجموعة المشاركة المنزلية، دفق الوسائط إلى الأجهزة المتوافقة مع دي أل أن إي 1.5 وتسمح لنفسها (بمجرد تشغيل خيار التحكم عن بعد) بالتحكم فيها عن بُعد بواسطة أجهزة تحكم الوسائط الرقمية التي تقوم بدفق الوسائط (دور عارض الوسائط الرقمية). وبالمثل، فإن ميزة «التشغيل إلى» التي يتم تمكينها لأجهزة الكمبيوتر البعيدة، عن طريق تشغيل جهاز التحكم عن بعد للمشغل، تسمح باكتشاف الأجهزة وأجهزة الكمبيوتر المتوافقة والتحكم فيها عن بُعد من جهاز كمبيوتر يعمل بنظام مشغل وسائط ويندوز12 (دور وحدة تحكم الوسائط الرقمية). إذا كانت الأجهزة لا تدعم التنسيق المتدفق، يقوم مشغل وسائط ويندوز12 بتحويل ترميز التنسيق أثناء التنقل. يمكن أيضًا دفق الوسائط من شبكة منزلية عبر الإنترنت باستخدام خدمة مزود المعرف عبر الإنترنت، والتي تتعامل مع اكتشاف عنوان IP للكمبيوتر، التفويض، الأمان، الاتصال ومشكلات جودة الخدمة.

### وضع الجلد
يتميز مشغل وسائط ويندوز أيضًا بالأسطح. حاليًا، حيث أنه يحتوي على جلدين افتراضيين: «شركة كبرى»(بالإنجليزية: Corporate)‏، الذي تم تقديمه لأول مرة في الإصدار 8، و«ريفيت» (بالإنجليزية: Revert)‏، الذي تم شحنه لأول مرة مع الإصدار 9. في الإصدارين 7 و8، كان هناك العديد من الأشكال غير العادية مثل (بالإنجليزية: Heart & Headspace & Canvas & Goo & Atomic)‏، والتي تمت إزالتها بدءًا من الإصدار 9، ولكن يتم الاحتفاظ بها إذا تمت ترقية المشغل، على الرغم من أنه لا يزال من الممكن تنزيل بعضها من أرشيف موقع Microsoft على الويب. في الإصدارات 7 و8 و9 و10، كان هناك العديد من الأشكال المعتادة مثل «سلسلة الافتراضي9» و«أتوميك»، «بلوسكي»، «كانفاس»، «كلاسيك»، «مضغوط»، «لزج»، «فراغ»، «قلب»، «آيكونيك»، «ميني بلاير»، «أوبتيك»، «بيريت»، «كويك سيلفر»، «راديو»، «دائري»، «صدئ»، «سبلات»، «توثي»، «ويندوز كلاسيك» و«ويندوز أكس بي» الذي تمت إزالته بدءًا من الإصدار 11.

## قضايا أمنية
احتوى مايكروسوفت ويندوز ميديا رانتايم (بالإنجليزية: Microsoft Windows Media Runtime)‏ في أنظمة التشغيل ويندوز2000 وويندوز أكس بي وويندوز فيستا وويندوز سرفرعلى خطأ يسمح "بتنفيذ التعليمات البرمجية عن بُعد إذا فتح المستخدم ملف وسائط معد خصيصًا". سيسمح مثل هذا الملف للمهاجم بعد ذلك بتثبيت البرامج؛ عرض البيانات أو تغييرها أو حذفها؛ أو إنشاء حسابات جديدة بحقوق مستخدم كاملة"، إذا كان الحساب الذي تم تشغيل الملف عليه يتمتع بامتيازات المسؤول. تمت معالجة المشكلة في تحديث هام صدر في 8 سبتمبر 2009.

## إصدارات أخرى
أصدرت مايكروسوفت أيضًا إصدارات من مشغل وسائط ويندوز لمنصات أخرى بما في ذلك ويندوز موبايل وماك أو أس الكلاسيكي وماك أو أس أكس وجهاز كمبيوتر بحجم راحة اليد (بالإنجليزية: Palm-size PC)‏ وجهاز كمبيوتر محمول(بالإنجليزية: Handheld PC)‏ وسولاريس. من بين هؤلاء، يستمر تطوير ودعم إصدار ويندوز موبايل فقط بنشاط بواسطة مايكروسوفت. كان الإصدار 1 من برنامج زون يعتمد أيضًا على مشغل وسائط ويندوز؛ الإصدارات الأحدث ليست كذلك.

### ويندوز موبايل
تم الإعلان عن برنامج مشغل وسائط ويندوز لكمبيوتر الجيب لأول مرة في 6 يناير 2000، وتمت مراجعته وفقًا لجدول مشابه تقريبًا لجدول إصدار ويندوز. يُعرف حاليًا باسم «ميديا بلاير 10 موبايل»، هذا الإصدار (الذي تم إصداره في أكتوبر 2004) يشبه إلى حد كبير إمكانيات إصدار ويندوز من دبليو أم بي10، بما في ذلك إمكانات قائمة التشغيل ومكتبة الوسائط وفن الألبوم وتشغيل دبليو أم إي بدون فقدان بيانات (بالإنجليزية: WMA Lossless)‏ ودعم دي آر أم المحمي الوسائط، تشغيل الفيديو بدقة 640 × 480 مع صوت ستريو، وجماليات واجهة إنيرجي بلو نفسها التي شوهدت أيضًا في ويندوز أكس بي ميديا سنتر سلسلة 2005 (بالإنجليزية: Windows XP Media Center Edition 2005)‏. كما أنها تدعم المزامنة مع إصدار سطح المكتب من دبليو أم بي 10، وتدعم أيضًا مزامنة وتحويل تشفير التلفزيون المسجل عروض من ميديا سنتر. لا يتوفرميديا بلاير 10 موبايل كتنزيل من مايكروسوفت؛ يتم التوزيع فقط من خلال شركاء OEM، وعادة ما يتم تضمينه على الأجهزة التي تستند إلى ويندوز موبايل.
يتضمن ويندوز موبايل6 نسخة من مشغل وسائط ويندوز 10 موبايل، ولكن مع مظهر مشابه (ولكن ليس متطابقًا تمامًا) مثل مشغل وسائط ويندوز11.
نظام التشغيل ماك أو أس أكس (بالإنجليزية: Mac OS X)‏
كان الإصدار 9 هو الإصدار الأخير من مشغل وسائط ويندوز الذي تم إصداره لنظام التشغيل ماك أو أس أكس قبل إلغاء التطوير بواسطة مايكروسوفت. تم تطويره بواسطة فريق كويك تايم في مايكروسوفت بدلاً من وحدة أعمال ماكنتوش وتم إصداره في عام 2003. عند الإصدار، افتقر التطبيق إلى العديد من الميزات الأساسية التي تم العثور عليها في مشغلات الوسائط الأخرى مثل آي تيونز وكويك تايم من أبل. دعم العديد من تنس يقات الوسائط التي يدعمها الإصدار 9 من نظير ويندوز في الإصدار قبل 10 أشهر.
يدعم إصدار ماك فقط وسائط ويندوز ميديا المشفرة (حتى الإصدار 9) المرفقة بتنسيق إي أس أف، والتي تفتقر إلى دعم جميع التنسيقات الأخرى مثل أم بي فور وأم بي إِ جي وتنسيق إي في آي الخاص بشركة مايكروسوفت. على واجهة واجهة المستخدم، لم تمنع شاشات التوقف من العمل أثناء التشغيل، ولم تدعم سحب الملفات وإفلاتها، ولم تدعم قوائم التشغيل. بينما أضاف مشغل وسائط ويندوز9 دعمًا لبعض الملفات التي تستخدم برنامج الترميز دبليو أم بي 9 (المعروف أيضًا باسم برنامج الترميزدبليو أم بي 3 بواسطة فور سي سي)، في جوانب أخرى، كان يُنظر إليه على أنه تدهور في الميزات من الإصدارات السابقة.
في 12 يناير 2006، أعلنت شركة مايكروسوفت أنها أوقفت تطوير مشغل وسائط ويندوز لنظام التشغيل ماك. تقوم مايكروسوفت الآن بتوزيع مكون إضافي تابع لجهة خارجية يسمى دبليو أم في بلاير (تم إنتاجه وصيانته بواسطة فليب4 ماك) والذي يسمح بتشغيل بعض أشكال ويندوز ميديا داخل مشغل آبل كويك تايم وتطبيقات كويك تايم(بالإنجليزية: QuickTime)‏ الأخرى المدركة.

## حالة المفوضية الأوروبية
في مارس 2004، قامت المفوضية الأوروبية في قضية مكافحة الاحتكار التابعة للاتحاد الأوروبي بفرض غرامة قدرها 497 مليون يورو على مايكروسوفت وأمرت الشركة بتوفير نسخة من ويندوز بدون مشغل وسائط ويندوز، مدعية أن مايكروسوفت «انتهكت قانون المنافسة في الاتحاد الأوروبي من خلال الاستفادة من احتكارها القريب في السوق لأنظمة تشغيل الكمبيوتر الشخصي في الأسواق لأنظمة تشغيل خادم مجموعة العمل ومشغلات الوسائط». أتاحت الشركة إصدارًا متوافقًا من نظام التشغيل الرئيسي الخاص بها تحت الاسم المتفاوض عليه «ويندوز XP N»، على الرغم من أن المنتج لم يكن ناجحًا للغاية. ويندوز فيستا وويندوز7 وويندوز8 متوفرة أيضًا في إصدارات "N". ومع ذلك، من الممكن تثبيت برنامج مشغل وسائط ويندوز (أكس بي/ فيستا)  أو حزمة استعادة الوسائط من خلال تحديث ويندوز (فيستا) لإضافة مشغل الوسائط.

## وصلات خارجية
- الموقع الرسمي